# Tony Rominger
Tony Rominger, född 27 mars 1961 i Vejle, Danmark, är en schweizisk före detta tävlingscyklist.
Rominger vann fyra Grand Tours under sin karriär. Vuelta a España tre gånger år rad 1992, 1993 och 1994, samt Giro d'Italia 1995. Han vann också bergpristävlingen i Tour de France 1993 och kom tvåa i tävlingen totalt efter Miguel Indurain. Efter att han ramlat och brutit nyckelbenet i samma tävling 1997 lade han karriären på hyllan.
Rominger vann etapper i alla tre Grand Tours – fem i Giro d'Italia, tre i Tour de France och tretton i Vuelta a España – och det dåvarande världscupsloppet Lombardiet runt 1989 och 1992. Rominger var också den ende från det dominerande Mapei-stallet som lyckades vinna en Grand Tour.

## Meriter
Tour de France
 Bergspristävlingen – 1993
3 etapper
Giro d'Italia
 Totalseger – 1995
 Poängtävlingen – 1995
5 etapper
Vuelta a España
 Totalseger – 1992, 1993, 1994
Bergspristävlingen – 1993, 1996
13 etapper
Lombardiet runt – 1989, 1992

## Stall
- Cilo-Aufina 1986
- Supermercati Brianzoli-Chateau d'Ax 1987
- Chateau d'Ax 1988–1990
- Toshiba 1991
- CLAS-Cajastur 1992–1993
- Mapei-CLAS 1994
- Mapei-GB 1995–1996
- Cofidis 1997